# نمشبیک
نِمِش‌بیک (به مجاری:  Nemesbikk) یک شهرداری در مجارستان است که در بورشود-آبااوی-زمپلن واقع شده‌است. نمش‌بیک ۲۴٫۱ کیلومتر مربع مساحت و ۱٬۰۴۴ نفر جمعیت دارد.